# Hans Eijkenbroek
Hans Eijkenbroek   (Schiedam, 5 de gener de 1940 - 17 d'agost de 2024) va ser un jugador i entrenador de futbol neerlandès.
Durant la seva carrera com a jugador de futbol, Eijenbroek va jugar en equips del seu país natal com l'Hermes DVS, l'Sparta de Rotterdam i el Willem II. Com a entrenador va dirigir els equips de l'AZ Alkmaar i el Roda.